# 十二社池

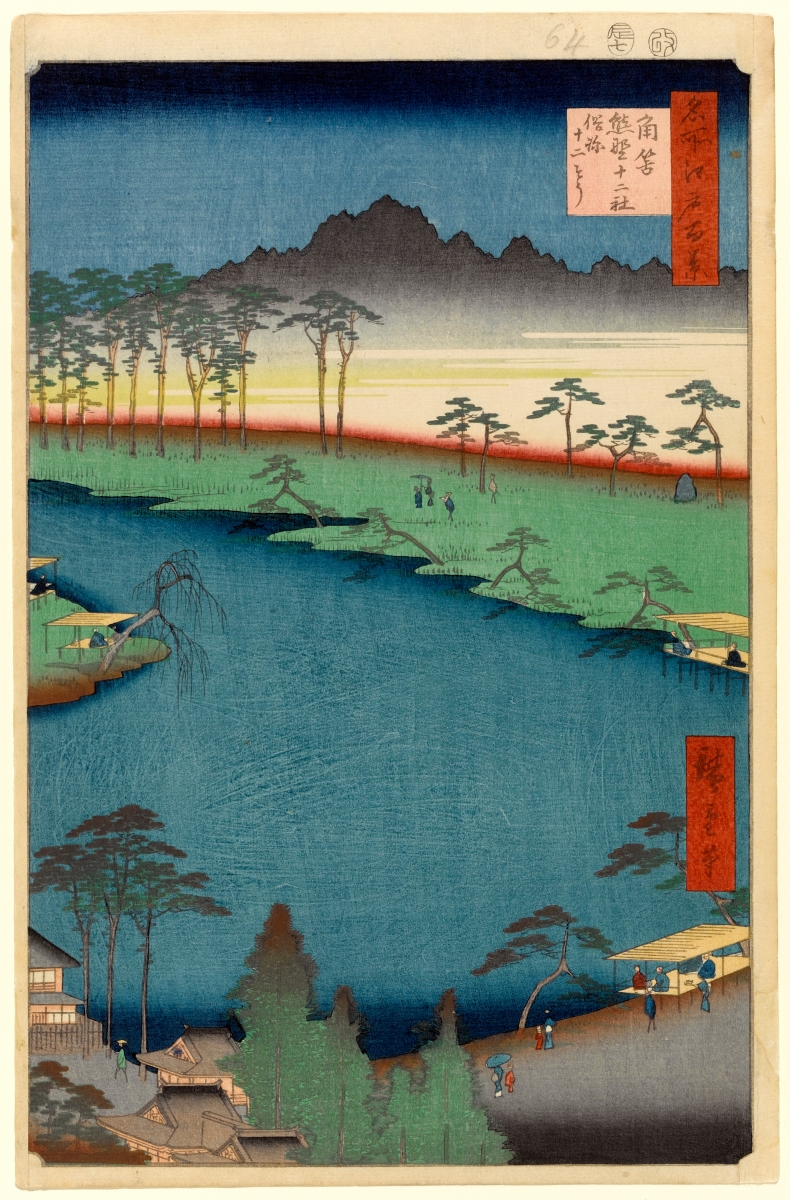
歌川広重の「名所江戸百景」の角筈熊野十二社。十二社池が描かれている。

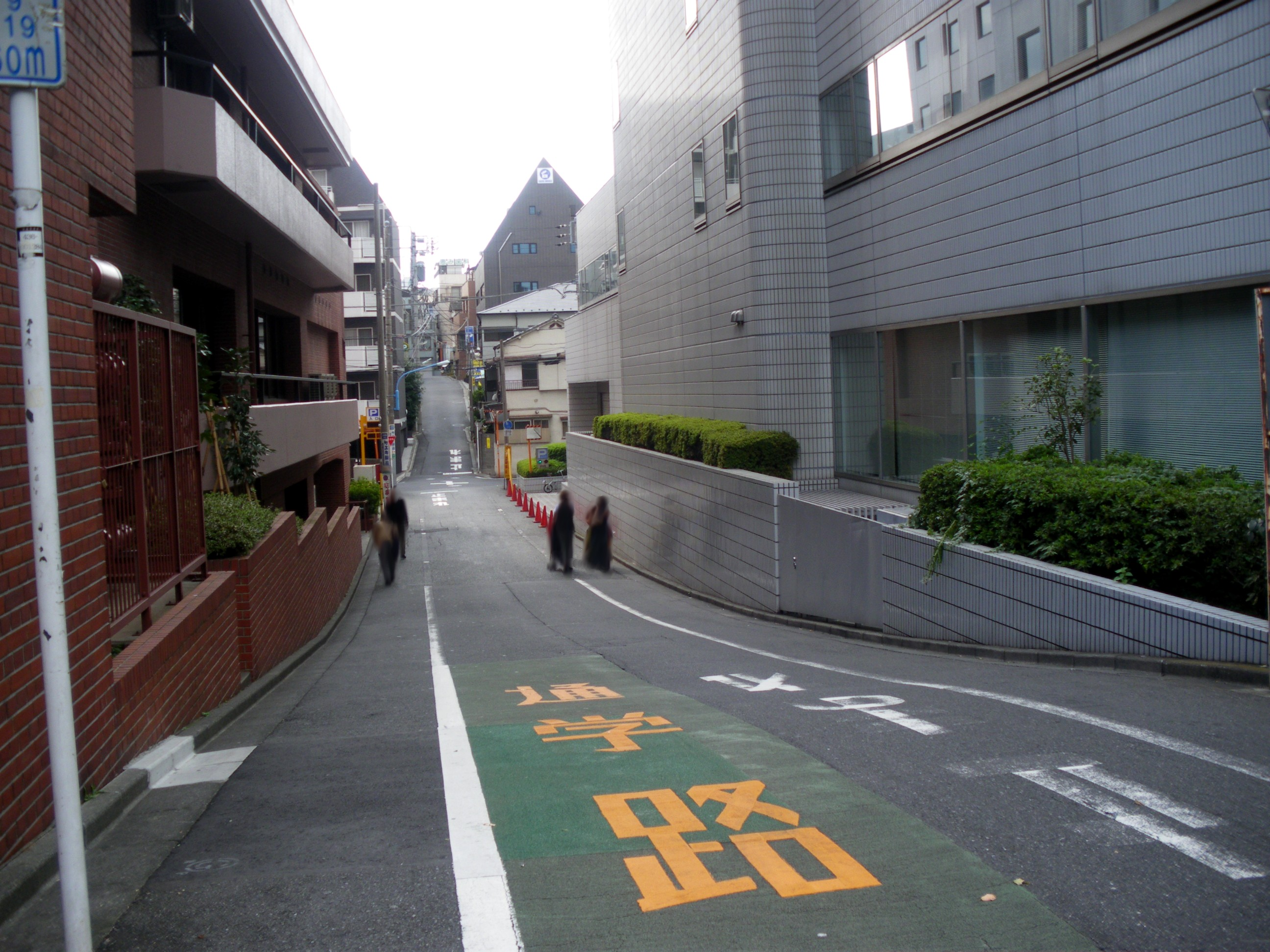
現在の西新宿四丁目付近。池があったところは窪地状になっている。

十二社池（じゅうにそういけ）はかつて東京都新宿区十二社、現在の新宿区西新宿四丁目15番（池の北側） - 四丁目30番（池の南側）にあった池。かつては隣接する十二社大滝とともに江戸の景勝地となっていた。

## 歴史
- 1606年（慶長11年） - 伊丹播磨守によって十二社の地に大小二つの池が造られる。
- 1700年代（享保年間）には料亭・茶屋が立ち並ぶ観光地として栄えた。
- 1968年（昭和43年） - 新宿副都心計画に伴い十二社池が埋め立てられ消滅。

現在は消滅してしまっているが、京王バスの「十二社池の上」「十二社池の下」というバス停の名称にそのなごりを残している。